# Bach-Archiv Leipzig

Logo

Das Bach-Archiv Leipzig ist eine zentrale Forschungs- und Dokumentationsstelle zum Leben und Werk von Johann Sebastian Bach. Darüber hinaus widmet es sich der Bach-Familie und deren musikalischem Wirken insgesamt.

## Geschichte
Das Archiv wurde anlässlich des 200. Todestages Johann Sebastian Bachs im Jahre 1950 von Werner Neumann gegründet. Ziel der neuen Einrichtung war die Zusammenführung und zentrale Archivierung aller Manuskripte und historischen Dokumente im Zusammenhang mit dem Komponisten sowie die Schaffung einer Bach-Forschungsstelle.
Heute ist das Archiv ein weltweites Zentrum der Bach-Forschung. Es beherbergt eine wissenschaftliche Spezialbibliothek zum Thema Bach. Das Archiv enthält auch Manuskripte und Sonderfassungen der Werke Bachs, wie beispielsweise die spieltechnischen Einrichtungen von Leonhard Scholz.
Über seinen Forschungsauftrag hinaus wendet sich das Bach-Archiv an die Öffentlichkeit: einmal mit dem Bach-Museum, zum anderen mit der Durchführung internationaler Veranstaltungen, vor allem des jährlich stattfindenden Leipziger Bachfestes sowie des Internationalen Johann-Sebastian-Bach-Wettbewerbs.

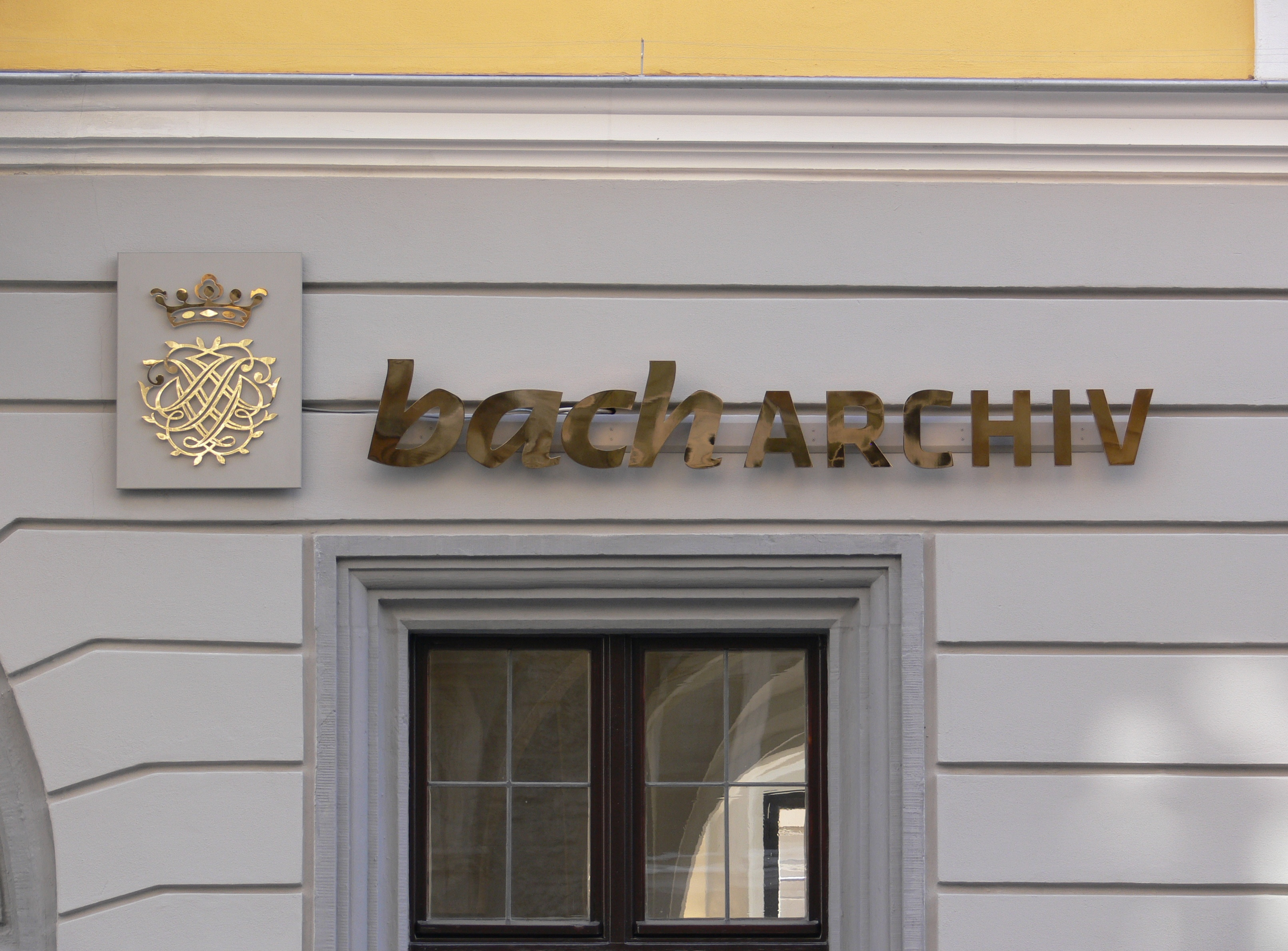
Das Bach-Archiv im Leipziger Bosehaus

Seinen Sitz hat das Archiv im historischen Bosehaus am Leipziger Thomaskirchhof 15/16 gegenüber der Thomaskirche, wohin es 1985 von seinem Gründungsort, dem Gohliser Schlösschen, umgesiedelt ist. Das Bach-Archiv ist Mitglied der Konferenz Nationaler Kultureinrichtungen und seit 1998 eine Stiftung bürgerlichen Rechts.
Das Bach-Museum Leipzig befindet sich im gleichen Gebäudeensemble. Das Archiv und das Museum, hier besonders der Eingangsbereich, wurde in den Jahren 2008 bis 2010 nach modernen Sicherheitskriterien für die Sammlungen und pädagogischen Erkenntnissen aus- und umgebaut und am 20. März 2010 eingeweiht.
Das Bach-Archiv wurde in das im Jahre 2001 erschienene Blaubuch aufgenommen. Das Blaubuch ist eine Liste national bedeutsamer Kultureinrichtungen in Ostdeutschland und umfasst zurzeit 23 sogenannte kulturelle Leuchttürme.
Seit dem 23. November 2008 ist das Archiv ein offizielles An-Institut der Universität Leipzig.
Seit Juni 2015 befindet sich im Bach-Archiv das zweite, besser erhaltene, Bild des Komponisten von der Hand des Malers Elias Gottlob Haußmann. Das Gemälde aus dem Jahre 1748 wurde dem Archiv durch den US-amerikanischen Bach-Forscher und Sammler William H. Scheide testamentarisch überlassen.
Das Bach-Archiv ist eine Station der „Notenspur“ durch die Musikstadt Leipzig.
Seit Februar 2021 befindet sich die Bach-Gesamtausgabe aus dem früheren Besitz von Gustav Mahler (59 Bände mit zahlreichen handschriftlichen Eintragungen) im Bach-Archiv.

## Direktoren
- 1950–1973: Werner Neumann
- 1974–1979: Hans-Joachim Schulze
- 1979–1991: Werner Felix[5]
- 1992–2000: Hans-Joachim Schulze
- 2001–2013: Christoph Wolff[6]
- seit 2014: Peter Wollny[7]